# Wapen van Begijnendijk
Het Wapen van Begijnendijk is het heraldisch wapen van de Belgische gemeente Begijnendijk. Het eerste wapen werd voor het eerst op 7 april 1819 door de Hoge Raad van Adel tijdens het Verenigd Koninkrijk der Nederlanden toegekend en de tweede maal op 19 oktober 1840 bevestigd, het tweede werd op 3 december 1987 toegekend.

## Geschiedenis
Sinds 1819 was aan Begijnendijk een blauw wapenschild met een gulden beeld van de Heilige Lucia (de patroonheilige van de gemeente) toegekend. De kleuren waren de rijkskleuren van het Verenigd Koninkrijk der Nederlanden, daar de burgemeester bij zijn aanvraag in 1813 geen kleuren had gespecificeerd.
Toen in 1977 de nieuwe fusiegemeente Begijnendijk werd gecreëerd door de samenvoeging van Begijnendijk met Betekom, werd er ook een nieuw gemeentewapen gemaakt. Hiervoor greep men terug naar de wapenschilden van beide gemeentes en men nam het wapen van Betekom en verving Sint Laurentius als schildhouder door Sint-Lucia. Het wapenschild in het wapen van Betekom is het wapen van Aarschot, daar deze gemeente tot 1793 via de heerlijkheid van Rivieren onder Aarschot viel.

## Blazoen
Het huidige wapen heeft de volgende blazoenering:
In zilver een lelie van sabel. Het schild gehouden door een Sint-Lucia van goud.— Ministerieel Besluit (3 december 1987).